# Hjortshøj Sogn
Hjortshøj Sogn er et sogn i Århus Nordre Provsti (Århus Stift).
I 1800-tallet var Egå Sogn anneks til Hjortshøj Sogn. Begge sogne hørte til Øster Lisbjerg Herred i Randers Amt. Hjortshøj-Egå sognekommune blev ved kommunalreformen i 1970 indlemmet i Aarhus Kommune.
I Hjortshøj Sogn ligger Hjortshøj Kirke.
I sognet findes følgende autoriserede stednavne:
- Brandstrup (bebyggelse, ejerlav)
- Hesselballe (bebyggelse, ejerlav)
- Hjortshøj (bebyggelse, ejerlav)
- Hjortshøjlund (ejerlav, landbrugsejendom)
- Kankbølle (bebyggelse, ejerlav)
- Kastrup Skov (areal)
- Sortemose (bebyggelse)
- Virup Skov (areal, bebyggelse, ejerlav)